# Ernst Kaltenbrunner
Ernst Kaltenbrunner (Ried im Innkreis, 4 de outubro de 1903 – Nuremberg, 16 de outubro de 1946) foi um oficial integrante da alta cúpula da Alemanha Nazista e maior patente sobrevivente da SS julgada em Nuremberg. 
Substituto de Reinhard Heydrich — general da SS assassinado num atentado em Praga, Tchecoslováquia, em 1942, durante a II Guerra Mundial — foi por dois anos presidente da Interpol e no comando do RSHA, órgão que comandava a Kripo, Gestapo, SD e a polícia do III Reich, usou os mesmos métodos do antecessor e manteve a terrível imagem da sua instituição, através de fuzilamentos sumários e outras brutalidades em toda a Europa ocupada.
Considerado culpado de genocídio, crimes de guerra e crimes contra a humanidade, foi condenado à morte e executado na forca em 16 de outubro de 1946.

## Origens
Nascido na Áustria e formado em advocacia como o pai, Kaltenbrunner era um homem muito alto (2,01 m) e com cicatrizes no rosto, causadas pela participação em duelos na adolescência  e que causava forte impressão pessoal. Filiado ao Partido Nazista da Áustria em 1932, tornou-se chefe da SS austríaca em 1934 mas foi preso no mesmo ano, acusado de participar no atentado que matou o primeiro-ministro austríaco Engelbert Dollfuss, e condenado a seis meses de prisão por conspiração.
Depois de libertado, ele tornou-se líder inconteste da SS no país e ajudou os alemães durante o Anschluss, o golpe que anexou a Áustria ao Terceiro Reich, em 1938. Promovido por Hitler a Brigadeführer e logo em seguida a Gruppenführer, também passou a fazer parte do Reichstag no fim do mesmo ano.

## II Guerra Mundial

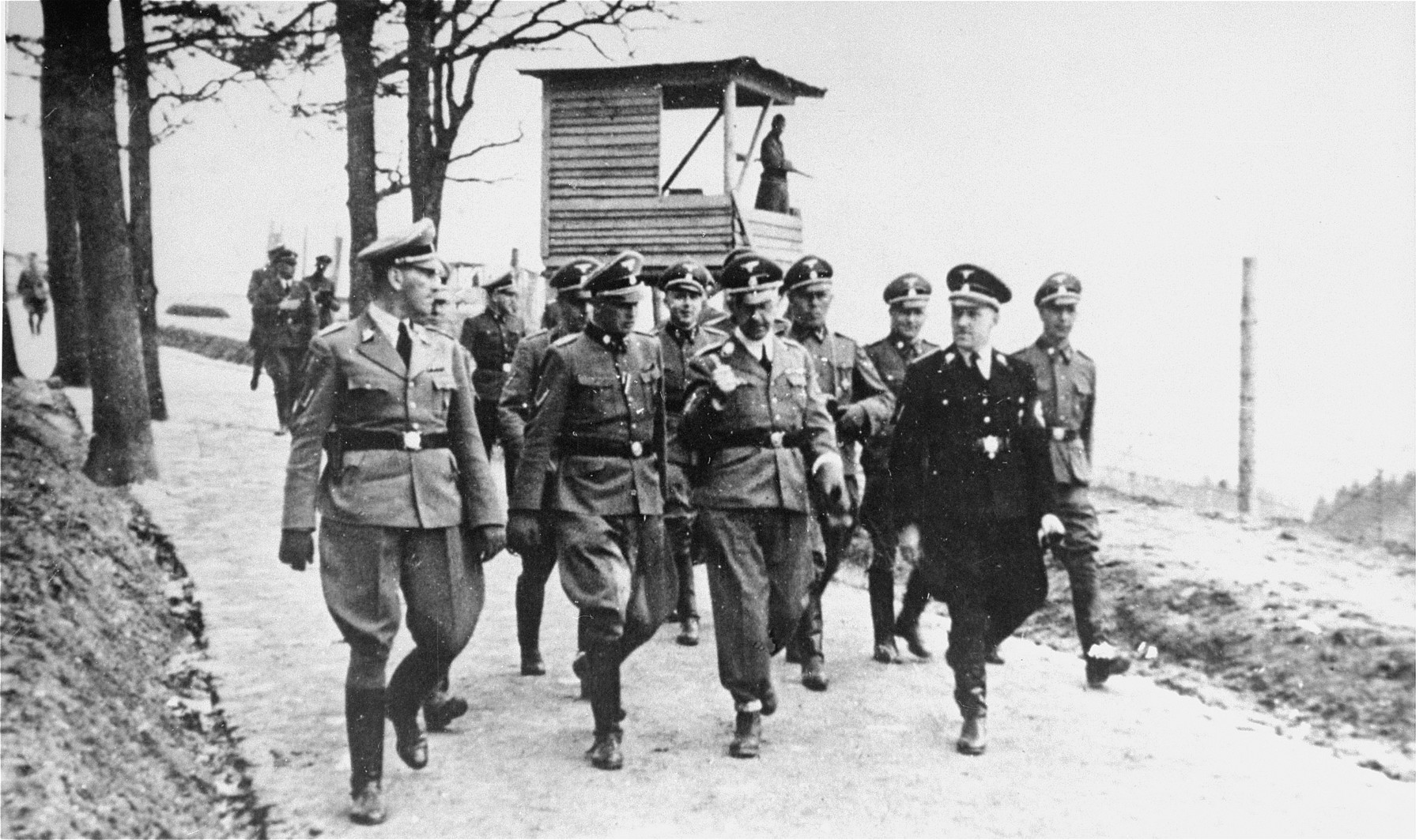
Kaltenbrunner (à esquerda), acompanhando Heinrich Himmler (centro), durante visita da liderança da SS ao campo de extermínio de Mauthausen, em 1941, com o comandante do campo Franz Ziereis entre os dois.

Depois de ser promovido a general comandante da polícia em 1941, Kaltenbrunner foi alçado por líder à chefia do RSHA, após o assassinato de Reinhard Heydrich pela resistência tcheca em Praga, em junho de 1942. Neste cargo, ele passou a ser o principal oficial no comando da SS, SD, Gestapo e da polícia alemã, cargo que manteve até o final da guerra. Também tornou-se presidente da International Criminal Police Commission (ICPC), organização de polícia internacional hoje conhecida como Interpol.
Seu acesso direto e influência sobre Hitler cresceu a partir do atentado de 20 de julho de 1944 contra o Führer, quando conduziu julgamentos e organizou a execução de todos os envolvidos na ação. Também foi o idealizador da Operação Long Jump, a fracassada tentativa alemã de matar Winston Churchill, Franklin Roosevelt e Josef Stalin durante a reunião dos Três Grandes na Conferência de Teerã de 1943.
Em dezembro de 1944, ele recebeu a patente de general das Waffen-SS, o corpo de batalha da SS e força paramilitar da Alemanha, auxiliar da Wehrmacht. Esta patente, dada também a outros próceres do Partido Nazista nesta época, foi uma maneira de garantir que caso fossem capturados pelos Aliados, eles tivessem um status militar ao invés de apenas um status político.
Em 18 de abril de 1945, às vésperas da rendição incondicional alemã, ele foi nomeado comandante-em-chefe das forças alemãs remanescentes no sudeste europeu por Himmler e transferiu seu quartel-general de Berlim para a Áustria. Foi preso no país por uma patrulha norte-americana em 12 de maio, quatro dias após o fim da guerra na Europa.

## Julgamento e execução
Kaltenbrunner foi um dos líderes nazistas julgados pelo Tribunal de Nuremberg por crimes de guerra, genocídio, conspiração para cometer crimes contra a paz e crimes contra a Humanidade. Como comandante da RSHA, a ele foram diretamente imputados os seguintes crimes, entre outros:

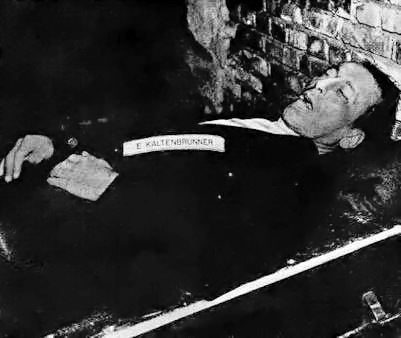
O corpo de Kaltenbrunner em sua cela após a execução.

- Assassinatos em massa de civis cometidos pelos Einsatzgruppen em países ocupados.
- Criação de campos de concentração e confinamento de indesejáveis políticos e raciais nestes campos e em campos de extermínio, para uso em trabalhos forçados e posterior execução.
- Deportação de civis de nações ocupadas para utilização em trabalho escravo na Alemanha.
- Execução de pára-quedistas e comandos inimigos capturados e proteção dos civis alemães que linchavam pilotos capturados.
- Sequestro e espoliação de propriedades e bens privados.
- Assassinato de prisioneiros nas prisões da SS, da Gestapo e da SD.
- Perseguição aos judeus.
- Perseguição às igrejas.
- Tortura e assassinato de ciganos.

Foi considerado culpado de crimes contra a humanidade e crimes de guerra, condenado à morte e enforcado cerca de 1h40 da madrugada de 16 de outubro de 1946.

## Fatos recentes
Em 2001, o broche nazista pessoal de Kaltenbrunner, que o identificava como chefe da segurança do Estado, foi achado num lago dos Alpes por um turista holandês em férias, 56 anos depois dele tê-lo atirado lá. O broche continha a frase: "Chefe da Polícia de Segurança e da SD" gravada, além da águia nazista e da suástica.
Especialistas que examinaram o broche o dataram de fins de 1945 e acreditam que atirá-lo ao lago para não ser identificado foi um de seus últimos atos como homem livre. Assim que a guerra acabou, ele passou a se identificar como doutor, usando nome falso. Entretanto, por coincidência, quando era revistado por uma patrulha norte-americana, sua amante o viu, gritou seu nome e correu a abraçá-lo. O fato provocou a desconfiança dos soldados e levou à sua identificação, prisão, julgamento e execução.